# キン骨マン
- キン肉マン > キン肉マンの登場人物 > キン骨マン
- キン肉マンII世 > キン肉マンII世の登場人物 > キン骨マン

キン骨マン（キンこつマン）は、ゆでたまごの漫画およびアニメ『キン肉マン』とその続編『キン肉マンII世』に登場する架空の人物。

## 概要
地球征服のためドクロ星からやってきた宇宙人。骸骨をモチーフとした姿で、額に「骨」の文字がある。体のパーツが分離可能となっている（特にアニメでは頻繁にバラバラになっており、水分はあるが骸骨のみのボディとなっている）。本名はシャレコウベ。笑い声は「ムヒョヒョ〜」で、語尾には「〜わいな」「〜だわさ」が付く。キザな一面があり、登場や解説のたびに何かしらのポーズを取ってアピールする癖がある。
一度はキン肉マンらに敗北し撤退したが、同じくキン肉マンにやられたイワオを舎弟として再登場。それ以降は「打倒キン肉マン」を掲げ、さまざまな悪知恵や、自ら開発したメカを駆使してキン肉マンらの邪魔をするようになった。後にキン肉マンには勝てないことを悟り改心し、キン肉星王位争奪サバイバルマッチでは、キン肉マンの応援に駆けつける。
アニメではイワオや「五分刈の旦那」と称される西隅田川署の五分刈刑事と共にコメディリリーフの役割を担う（後述）。

## 原作『キン肉マン』におけるキン骨マン

### 怪獣退治編
キン肉マンに一度敗れたあと、以後も相方のイワオと共にたびたび登場。キン肉マン打倒を目指すが、いずれも失敗に終わる。キン骨マンが行った悪事は以下のとおり。
- キン肉マンに粗末に扱われたエビの天ぷらを怪獣テンドンにし闘わせる[注 1]。
- テリーマンの弱点を付くため、翔野ナツコを巨大化させて、東京を襲わせる。
- キン肉マンに敗れた怪獣と結託。女性に扮してパーティーと偽り、キン肉マンを罠にはめ捕まえる。壮絶なリンチを加え監禁するが、オカマラスの裏切りで脱出され逆襲に敗れる。
- ロボット怪獣ウコンに乗り込み、オクトバスドラゴンやハリゴラスを引き連れ南方のルーツ島を占領[注 2]。

### 第20回超人オリンピック編
第20回超人オリンピックでは大会の混乱と、キン肉マンをリングに上がれないようにするために暗躍。また当初は、第一予選でキン肉マンにジャンケンで負けたカニベースも結託していた。第二予選ウェイトリフティングでは透明化して超人たちの集中力を乱し、怪獣の下敷きにする。最終予選では係員に扮してキン肉マンにウサギ型時限爆弾を渡し、結果を有耶無耶にする。そのために行われた最終選考のバトルロイヤルにて、出場超人たちをコントロールガンで洗脳して全員にキン肉マンを襲わせ、予選敗退に追い込もうとするが、テリーマンの手により失敗。
準決勝終了後はキン肉マンを超人用のライフルで狙撃しようとするが、直前に気付いたテリーマンの足を負傷させ、義足となる遠因を作る。決勝前にはキン肉マンとロビンマスクの記者会見場の行われている上野動物園に潜入し、動物園の動物を巨大化させて記者会見場を襲撃させる、キン肉マンを車に監禁して眠らせ、試合会場入りの阻止を図るなどするが、立て続けに失敗する。その後、警察に指名手配され逮捕されるが脱走。ラーメンマンに捕まえられ、ロビンマスクとの試合から逃げ出そうとするキン肉マンに平手打ちをして活を入れる。

### アメリカ遠征編
イワオとともにスカル・ボーズと結託し、キン肉マンとロビンマスクの再戦のどさくさに紛れてチャンピオンベルトを奪う策略の片棒を担ぐ。タッグリーグ戦では、独自に超人ブラック・シャドーを開発してイワオと組ませ、戦いに参加したりもしているが全戦全敗に終わる。

### その後のキン骨マン
ラッカ星を巡るストーリーが始まる直前の話で、イワオとコンビで100万円クイズに優勝したのを最後に、本編にほとんど登場しなくなる。7人の悪魔超人編では、モブキャラクターとして観客席に何度か姿を見せた。キン肉星王位争奪編においては、決勝戦でキン肉マンの応援に駆けつけている。2024年8月現在連載中の刻の神編446-447話で、40数年ぶりに本編にストーリーに絡む形で登場。かつてテリーマンの左足を奪ったことを心から謝罪し、五大刻戦への手向けとして、亡くなったバックランド翁の作業場に忍び込んで金庫から入手したテリーマンの義足設計図を元に更なる独自のアップデートを加えて完成させた、彼のための新たな義足を開発・譲渡した。その義足を装備したテリーマンは、直後にキン骨マンに頭上から襲い掛かろうとしていたキングコブラを義足の蹴りで討ち取り、キン骨マンが作った義足は以前のバックランドが作った義足よりフィットしていると感想を告げて、それを聞いたキン骨マンは感涙してテリーマンに抱き着いた。

### 主要対戦成績
- 怪獣退治
  - ×キン肉マン（アトミック・ドロップ）
- タッグマッチ
  - ×ザ・マシンガンズ（キン肉マン / テリーマン、ジャンピング・ネック・ブリーカー）

## アニメ『キン肉マン』におけるキン骨マン
怪獣退治編では1話から登場。初期に登場した悪の怪獣・宇宙人たち（カニベースも最初からその一員となっている）で構成された「超人モンスター軍団（ちょうじんモンスターぐんだん）」のボスとなっており、地球防衛軍から「かなり強い怪獣」と言われていた。原作では中盤以降ほぼ登場しなくなるが、アニメでは準レギュラーキャラクターとして継続して登場している。イワオや五分刈刑事と一緒に毎回登場してはコメディを展開する。
オリンピック・世界サーキットでは度々キン肉マンを妨害するが、アマゾンでのロビンマスク戦後に五分刈の旦那に逮捕され、超人オリンピック時に脱獄する。
それから何度も逮捕され、そのたびにあの手この手で脱獄しており、その回数は15回にも及んだ。超人オリンピック・ザ・ビッグファイト編では裁判が行われ、死刑になるところを酌量によって終身労働の刑に処された。その後は五分刈刑事の監視の下、一緒に行動することが多くなりトンネル開通工事やら凶悪宇宙人の取締りなどに協力した。当初は五分刈を煙たがっていたがやがて友情が生まれ「旦那」と呼び慕うようになり（その際の親し気な態度から、当初イワオにツッコミを受けていた）、悪事を働くこともなくなりやがてイワオと共に本気で改心していった。
五分刈とイワオとのトリオ漫才を毎回繰り広げることになるが、メインストーリーに絡むことはほとんど無い。悪魔超人シリーズ前後から正義超人を応援（試合の観戦は以前からしていたがキン肉マンの敗北を願っていた）。
テレビスペシャル「決戦!7人の正義超人vs宇宙野武士」では、宇宙船で連行されている途中にキン肉マンたちが乗るラッカ星行きの船を見つけ、加勢のために追いかける。その後、ワープ中に交通事故に遭ったキン肉マンたちとスペース戦艦トマトの揉め事を五分刈とともに解決する。
7人の悪魔超人編では、ブロッケンJr.の身代わりにミスター・カーメンのミイラパッケージの餌食になる（原作でこの役を当てられたレフェリーは死亡したが、キン骨マンは元々ミイラに近い体質なので平気だった）。テリーマンが魔雲天との試合中、誤って古傷のある左足を痛めた局面を見て、自らの罪を後悔するシーンがある。その試合で崖から落下したテリーマンを五分刈刑事と一緒に捜索しに行き、幸運にも岸辺で倒れていたところを救助した。このことを聞いたブロッケンJr.は「あいつらも漢だぜ」と賞賛していた。ミートの救出期限日には、試合場のカプセルに入ったミートの頭と左腕の奪還をイワオと試みるが電流トラップに掛かり失敗。
黄金のマスク編では、正義超人ではないために体力の減少が起こらなかったので、正義超人を目指してイワオと一緒に修行の旅に出ている。悪魔六騎士がバッファローマンたちを制裁し、その生首を見せた時には五分刈と一緒に非難している。旅の途中でジェロニモと出会い、プラネットマンを倒した直後のキン肉マンたちのもとへ案内した。
途中から、キン骨マンの伯母（母の姉）である「キン骨オババ」も登場している。キン骨マンは彼女に対しては、基本的にいまいち頭の上がらない描写が目立つ。ジェロニモ対サンシャインの試合中、オババの持つ水晶玉を通し、イワオとともにリサイクル・ゾーンと同条件でウォーズマンの体内に移動した。キン肉マンが悪魔将軍との戦いを前にして「キン肉ドライバー」の特訓を行った際は、イワオとともに彼らの特訓場に駆けつけオババの水晶玉を通して実況中継していた。
超人タッグトーナメント開催時に、会場が北海道・摩周湖上へ移動した際には、試合観戦そっちのけで、五分刈の旦那、キン骨オババ、イワオと4人で、道内観光に興じていた。
地獄の極悪超人編では、イワオやキン骨オババと共に裏超人界の出身であることが明かされている。
『キン肉星王位争奪編』でも登場し、牢獄から脱獄する場面がある。彼らの行動は基本的にメインストーリーから逸脱しているが、終盤に知性の神と残虐の神が合体してドラゴンに変身した際、偶然に脱獄のために掘った穴が大阪城につながり、ドラゴンがその穴に嵌ったことにより身動きを取れなくする。

## 『キン肉マンII世』におけるキン骨マン
『キン肉マンII世』においては、老人として登場。原作のみ若き日にミートに依頼され、彼のコールドスリープを手伝っていた。
火事場のクソ力修練編では、キン肉万太郎とボーン・コールドとの戦いに駆けつけ、かつて虐待した息子・ボーンに自らの過ちを悔い、リングから落下したボーンを救う。

## 開発・使用した兵器
モンスターガン
浴びた対象を巨大化する光線を発射する装置。後に光線銃型が作られ、イワオが使用している。
透明ガン
浴びた者を透明化させる銃。
コントロールガン
浴びた者を洗脳する銃、特製マイクの声により操る。
超人用ライフル
対超人用の狙撃ライフル。

## 得意技
ライフル射撃
ライフル銃で相手を撃つ。ゲーム『キン肉マンII世 新世代超人VS伝説超人』などでの名称は「シューティング・ライフル」。
直下型バックドロップ（ちょっかがたバックドロップ）
相手を自分と垂直に持ち上げた状態から行うバックドロップ。
名称はジャンプ コミックス セレクション版より。
キン骨スペシャル
アニメオリジナル技。相手を肩に担ぎ上げ、そのままエアプレーンスピンのように回転して上空に投げ飛ばす。宇宙超人タッグ・トーナメントの裏で行われた悪超人タッグトーナメントにおいて、五分刈刑事に使用。
キン骨ヘッドバット（キンこつヘッドバット）
ゲームオリジナル技。頭から突っ込んでゆくヘッドバット。
キン骨DDT（キンこつディーディーティー）
ゲームオリジナル技。DDTをかける前に観客へのアピールを行う。
シューティング・ラッキーストライク
ボーン・コールドとのゲームオリジナルのタッグ技。シューティング・アローを放とうとする息子の邪魔をし、怒った息子からシューティング・アローで攻撃されるのを余裕で躱し続けるというもの。結果として敵はその巻き添えとなりダメージを受ける。技の後、キン骨マンは異様な疲労を見せた息子の肩に手を置いて高笑いする。

## プロフィール
- 本名 - シャレコウベ[3]
- 分類 - 怪人[1]、残虐超人[4]、悪行超人→正義超人
- 出身地 - ドクロ星[1][3]
- 身長体重 - 193cm 40kg[1][3] / 178cm 80kg[5]
- 超人強度 - 20万パワー[1][3]
- 年齢 - 25歳[5]、『II世』時70歳[6]
- 家族 - 妻 キン骨妻、息子 ボーン・コールド、叔母 キン骨オババ（初代アニメのみ）
- 特技 - キン肉マンおよび正義超人の邪魔、射撃[1]
- 趣味 - 怪獣製造[1]

### 異名
- 怪人一のキザ男[7]
- カッコつけのモス怪人[7]

### 主な肩書き
- 怪獣軍団リーダー

## 声優
二又一成
- テレビアニメ『キン肉マン』
- パチスロキン肉マン

掛川裕彦
- テレビアニメ『キン肉マン キン肉星王位争奪編』

堀秀行
- テレビアニメ『キン肉マンII世』
- 各種コンピュータゲーム

関智一
- テレビアニメ『キン肉マン 完璧超人始祖編』

クレジットでは、キンコツマン表記。

## テーマソング
キン骨エレジー
歌 - 二又一成（キン骨マン） / 作詞 - 寺田憲史 / 作曲・編曲 - 有澤孝紀

## コンピュータゲーム
『キン肉マンII世 新世代超人VS伝説超人』など『キン肉マンII世』以後のゲームでは、タッグチームを組むキャラクターによっては特定のチーム名が付けられる。以下にそれを示す。
- 骨肉の争いコンビ - キン肉マン
- ナチュラルボーンキラーズ - ボーン・コールド

『キン肉マンII世 新世代超人VS伝説超人』のストーリーモードでは、キン肉マンへの悪戯目的で徘徊していたところ、新世代超人と遭遇。キン肉マンの息子である万太郎を痛めつけるためにコントロールガンを使用するが、故障していたために騒動を巻き起こす。万太郎を倒した後、キン肉マンから挑戦を受ける。
『キン肉マンII世 超人聖戦史』では主人公の正悪を示す属性ゲージを変動させるイベントにおいて登場。その内容は彼の悪事に協力するかしないかというものである。黄金のマスク編のストーリーでは悪魔六騎士に敗れた主人公を非難する原作におけるカナディアンマンの役割として登場する（カナディアンマンはゲーム中、登場しない）。
『パチスロキン肉マン』では、バトルゲームの対戦相手としてキン骨マンが登場する、通常時にキン骨マンの乗ったUFOが墜落するなど、キン骨マンが何らかの形で登場するとマッスルタイム（ART）突入が確定するプレミアムキャラクターとしての役割を持っている。

## その他
- 小説『ディープオブマッスル!!』「Episode 5 こちらキン骨マン研究所!!」では、キン骨マンがブラック・シャドーを開発する経緯が描かれている。また、キン骨マンがまだダメ超人時代のキン肉マンに限りなき強さと、とてつもない才能を感じ取っていることが明かされている。「Episode 21 神出鬼没! 怪盗超人ルピーン参上!!」では、クイズ優勝で獲得した100万円で雇ったカニベースを使って、時価1億円の超人オリンピックチャンピオンベルトを手に入れようとする。
- キン肉星で反体制運動を続ける一派のリーダーであるキン肉マンスカルは、非力ながらキン肉マンに対抗し続けたキン骨マンを信奉しており、彼と同じ骨身の姿をとっている[9]。
- 小説『キン肉マン 四次元殺法殺人事件』では、失踪したキン肉マンを捜索するために一時的にミートと手を組み、行く先々で様々な事件に遭遇する。